# Chronologie des explorations
La chronologie ci-dessous répertorie des dates importantes, parfois approximatives, de l'exploration de la Terre (et depuis le XXe siècle, l'espace) qui sont connues de façon historique. 
Ce qui suppose l'existence d'une pratique de l'Histoire par les peuples découvreurs. Ainsi, le point de vue adopté est nécessairement celui des habitants de l'Ancien Monde (Europe, pourtour méditerranéen, Proche, Moyen et Extrême Orients asiatiques), et ne peut tenir compte des découvertes réelles mais non documentées réalisées par les peuples qui en étaient alors dépourvus, c'est-à-dire particulièrement les Amérindiens, les Africains de l'intérieur et les différentes nations peuplant les archipels de l'Océan Pacifique ou les régions arctiques.

Représentation du monde connu (lOikoumene) du temps d'Hérodote.

## Antiquité, haut Moyen-Âge

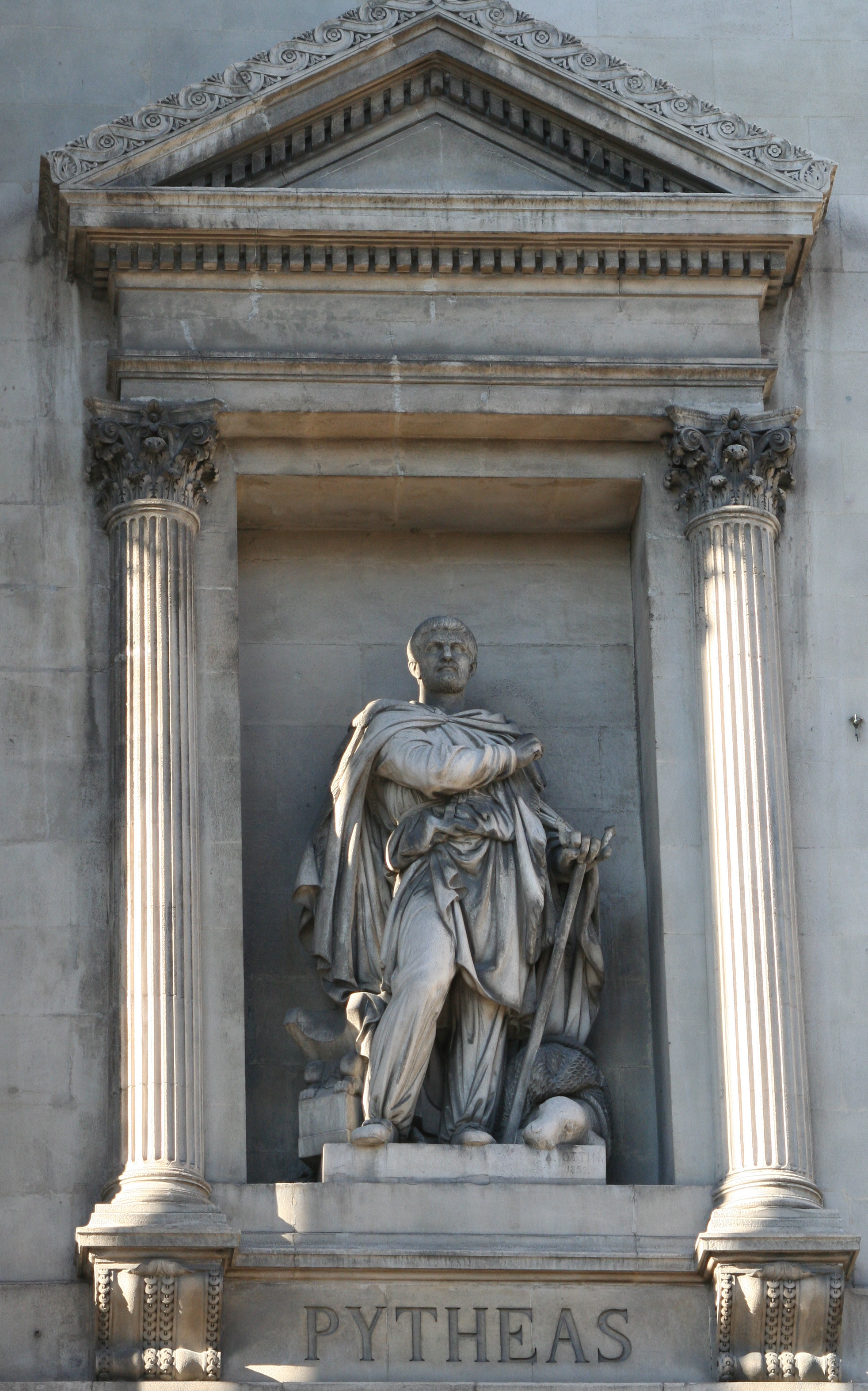
Statue de Pythéas sur la façade du palais de la Bourse à Marseille. Œuvre de Auguste Ottin.

- vers -2300 : Hirkhouf (Égypte, royauté de Pepi II) fait des reconnaissances des Cataractes du Nil, et du pays de Yam (Sud Nubie)
- vers -2000 : Henou (Égypte, règne de Montouhotep III) fait des reconnaisances en Mer Rouge, péninsule arabique, pays de Pount
- vers -600 : Des bateaux phéniciens envoyés par le pharaon Nékao II font la circumnavigation de l'Afrique, d'après Hérodote (périple des marins de Néchao)
- vers -508 : hypothétique voyage de Scylax de Caryanda en Arabie, Mer Rouge, Libye, Inde.
- vers -480 : Hannon (Carthage) reconnaît la côte ouest de l'Afrique, jusqu'au Golfe de Guinée
- vers -480 : Sataspes, navigateur persan.
- vers -460 : Himilcon (Carthage) atteint la Grande-Bretagne
- vers -470 à -450 : Voyages d'Hérodote dans tout le Proche-Orient.
- vers -340 : Pythéas, explorateur grec franchit le détroit de Gibraltar et découvre l'Europe du Nord (Orcades, Thulé)
- de -325 à -324 : Néarque, navarque de la flotte d'Alexandre le Grand, explore les rivages de l'océan Indien, de l'Indus à l'Euphrate
- -118/-116 : Eudoxe de Cyzique voyage de la Mer Rouge jusqu'en Inde.
- avant 174 : Pausanias le Périégète explore la Grèce, la Macédoine, l'Italie, l'Asie et l'Afrique avant de se fixer à Rome où il rédige sa Description de la Grèce.
- Diogène (explorateur) (?), aurait réalisé un Voyage en Afrique orientale au Ier siècle.
- 97 : Gan Ying, ambassadeur militaire chinois à Rome

## Vesiècle
- 399-414 : le moine bouddhiste chinois Faxian ou Fa-Hsien, depuis Xi'an, visite l'Asie Centrale, l'Inde, Ceylan, l'Insulinde.

## VIesiècle
- 518-522 : Song Yun et Hui Sheng, depuis Dunhuang vers
- Cosmas Indicopleustès (Constantin d'Antioche) fait plusieurs voyages en Mer Rouge, dans le golfe Persique et en Éthiopie.
- Maniakh ou Zemarchus, commerçant diplomate sogdien

## VIIesiècle
- 629-645 : Xuanzang ou Tch'en Huien Tchoang, de Luoyang vers l'Inde, (La Pérégrination vers l'Ouest)

## IXesiècle
- vers 860-880 : Tabari, de Bagdad vers l'Ouest

## Xesiècle
- 921-925 : Ibn Fadlân, ambassade concernant la Route commerciale de la Volga

Expéditions de découverte des Vikings vers l'ouest
- vers 850 : Garðar Svavarson fait une halte à Húsavík (Islande),
- vers 900 : Gunnbjörn Ulfsson aperçoit les côtes du Groenland,
- vers 978 : Snaebjörn Galti débarque au Groenland,
- peu avant l'an 1000 : établissement d'une éphémère colonie viking à Terre-Neuve.

## XIIesiècle
- Zhao Rugua, Description des nations étrangères

## XIIIesiècle

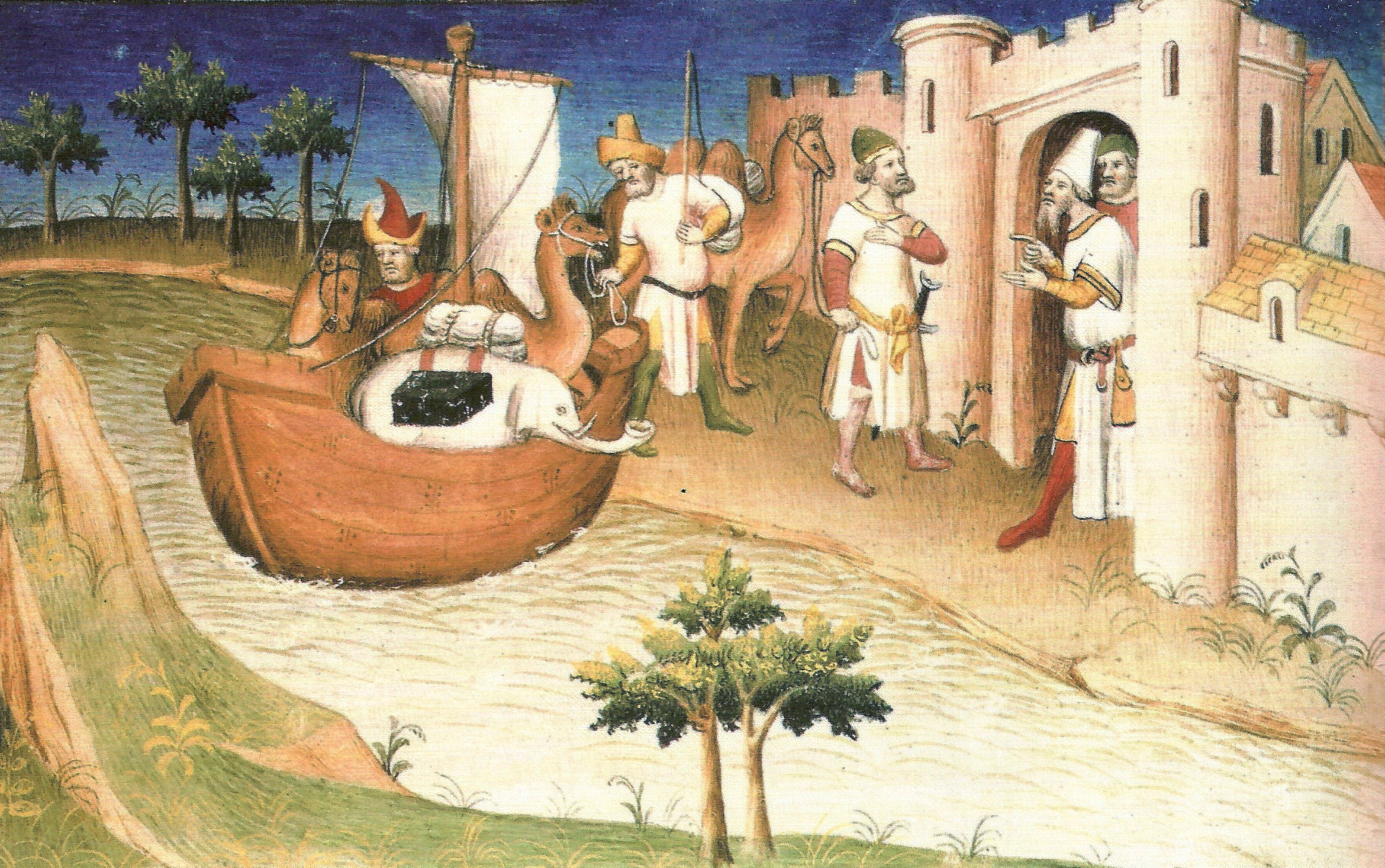
Marco Polo en Orient. Livre des merveilles, BNF Fr2810, vers 1410-1412

Voyages au long cours des Européens en Asie centrale et en Extrême-Orient
- 1235-1236 : voyage de Frère Julien du royaume de Hongrie jusqu'au Tatarstan actuel, et retour,
- 1245 : Ascelin de Lombardie et Simon de Saint-Quentin en ambassade papale auprès des Mongols
- 1245-1251 : voyage de André de Longjumeau auprès des Mongols.
- 1245-1248 : voyage de Jean de Plan Carpin de Lyon à Karakorum, et retour,
- 1253-1255 : voyage de Guillaume de Rubrouck, à Karakorum, et retour,
- 1260-1295 : voyage jusqu'en Chine des père et oncle de Marco Polo, puis de Marco avec eux, consigné dans Le Livre de Marco Polo.
- 1278 : pèlerinage et mission de Rabban Bar Sauma pour Yahballaha III : Pékin, Jérusalem, Paris, Bordeaux, Bagdad...
- 1289 : mission en Chine de Jean de Montecorvino.
- 1291 : voyage des frères Vandino et Ugolino Vivaldi, de Gênes vers l'Inde par le Maroc.

## XIVesiècle
- 1308 : André de Pérouse, de Rome à Pékin/Khanbaliq et Quanzhou/Zaïton
- 1310 : Jourdain de Séverac, de Séverac-le-Château à Quilon
- 1312 : Lancelotto Malocello découvre les Îles Canaries,
- vers 1316/1318-1329/1330 : Odoric de Pordenone fait un voyage en Orient jusqu'en Chine où il séjournera 3 ans,
- 1325 : début du périple d'Ibn Battuta, qui va durer 28 ans,
- 1322-1356 : voyage de Jean de Mandeville prétendument jusqu'en Chine, consigné dans son Livre des merveilles du monde (à ne pas confondre avec Le Livre de Marco Polo).
- 1338-1353 : Jean de Marignol, a fait un voyage en Orient jusqu'en Chine.
- 1335-1343 : Francesco Balducci Pegolotti commerçant compilateur européen, La pratica della mercatura
- ? 1370-1380 : Frères Zeno, Carte Zeno (1558)

## XVesiècle
Les Grandes découvertes

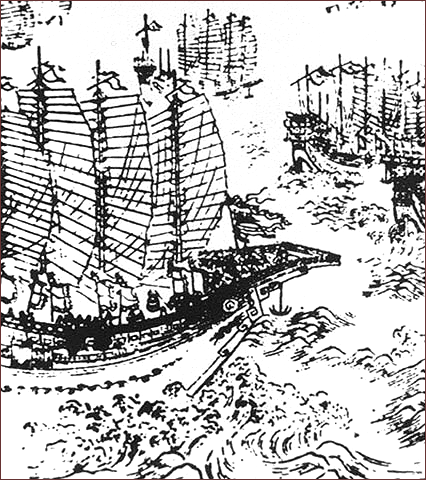
Xylographie représentant la flotte de Zheng He

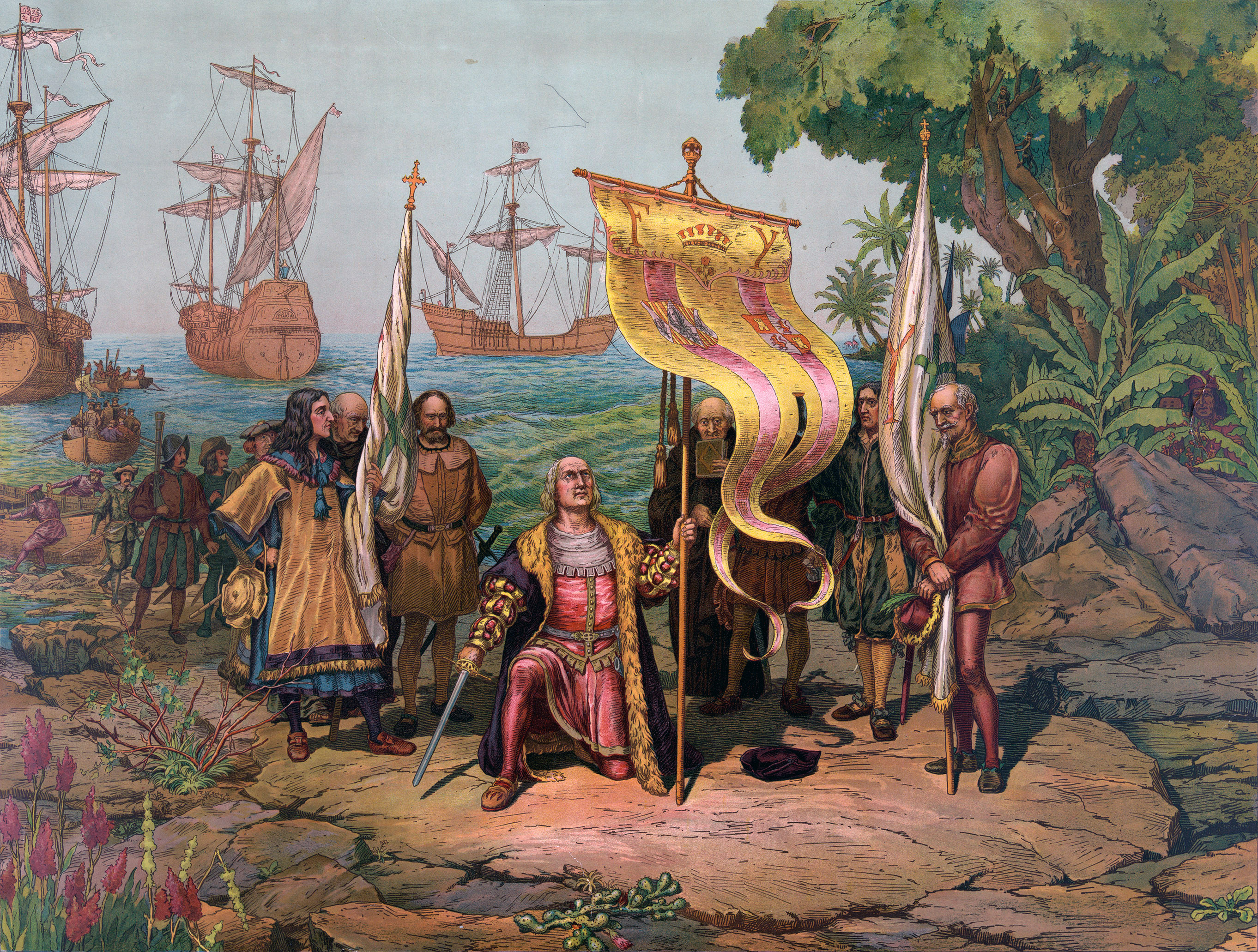
Christophe Colomb découvre l'Amérique

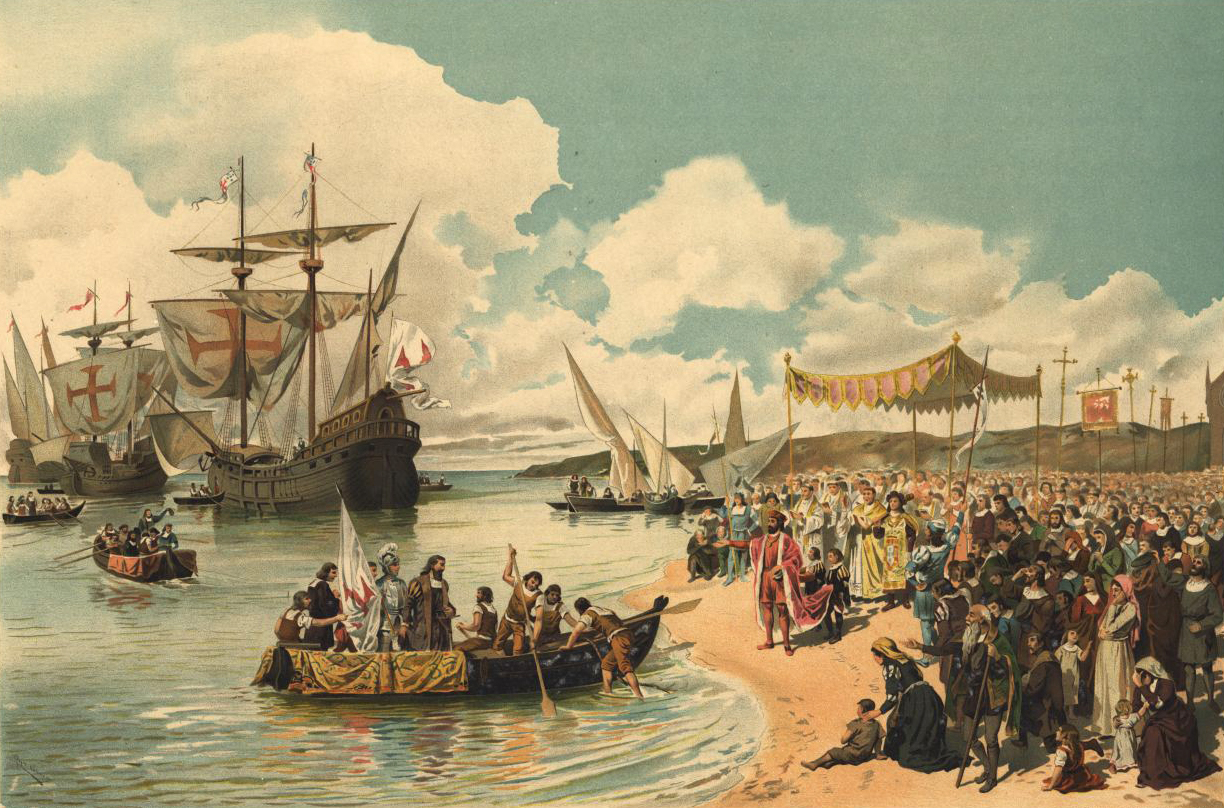
Départ de Vasco de Gama

- 1402 : Jean de Béthencourt commence la conquête des Îles Canaries.
- 1405-1433 : L'amiral chinois Zheng He réalise sept expéditions dans l'océan Indien.
- 1414 à 1439 : Nicolò de' Conti parcourt l'océan Indien.
- 1415 : Un vaisseau envoyé par Henri le Navigateur réussit à doubler le cap Chaunar, pour atteindre le cap Bojador.
- 1419 : découverte de l'île de Porto-Santo (archipel de Madère) par João Gonçalves Zarco et Tristão Vaz Teixeira.
- 1420 : João Gonçalves Zarco débarque sur l'île de Madère, alors déserte.
- 1427 : Les Portugais débarquent aux Açores, peut-être repérées antérieurement
- 1434 : Gil Eanes passe le cap Bojador au Maroc, limite sud du monde connu des Européens à cette époque.
- 1444 : Dinis Dias découvre le cap Vert.
- 1446 : Dinis Dias débarque sur l'île de Gorée.
- 1456 : Antonio de Noli découvre les îles du Cap-Vert.
- 1466-1472 : Voyage jusqu'en Inde d'Athanase Nikitine, négociant russe parti de Tver.
- 1471-1473 : Voyage au (ou vers le) Groenland des corsaires Didrik Pining, Hans Pothorst et Jean Scolvus
- 1472 : João Vaz Corte-Real aurait découvert et remonté le fleuve Hudson, puis longé les côtes canadiennes et celles de Terre-Neuve.
- 1483 : Diogo Cão atteint l'embouchure du fleuve Congo.
- 1488 : Bartolomeu Dias atteint le Cap de Bonne-Espérance ; la même année, le navigateur dieppois Jean Cousin aurait hypothétiquement atteint les côtes du Brésil et remonté l'embouchure du fleuve Amazone en compagnie des frères Martín, Francisco et Vicente Pinzón.
- 1490 : Pêro da Covilhã parvient en Abyssinie (Éthiopie)
- 1492 à 1504 : Exploration de l'Amérique par Christophe Colomb.
  - 1492-1493 : premier voyage
  - 1493-1496 : second voyage
  - 1498-1500 : troisième voyage
  - 1502-1504 : quatrième voyage
- 1496 : Fin de la conquête des Îles Canaries par les Espagnols
- 1497 : Jean Cabot atteint Terre-Neuve.
- 1497-1499 : Voyage de Vasco de Gama aux Indes par le cap de Bonne-Espérance.
- 1499 : Découverte du Venezuela par Alonso de Ojeda.
- 1500-1501 : voyage de Pedro Álvares Cabral aux Indes, par le Cap de Bonne-Espérance, après un détour par le Brésil.

## XVIesiècle

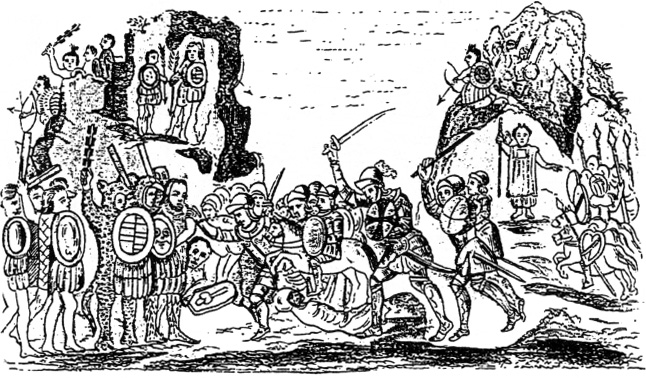
Conquête du Mexique par Hernán Cortés

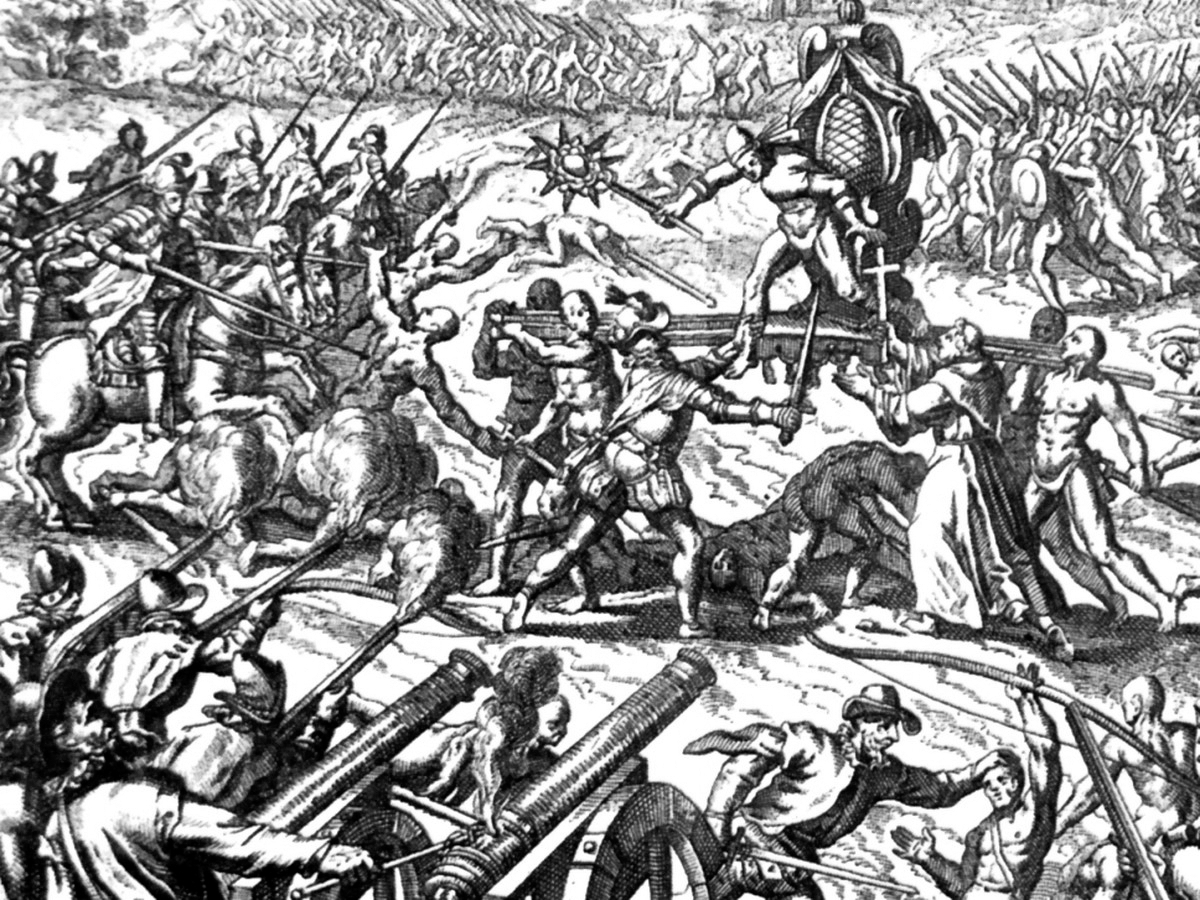
Conquête du Pérou par Francisco Pizarro

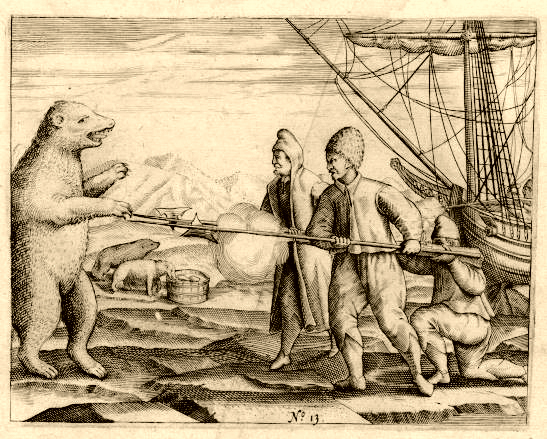
Combat de Barents avec un ours blanc en Arctique

Exploration et colonisation des nouveaux mondes
- 1501 : João da Nova découvre l'île de l'Ascension.
- 1502 : João da Nova découvre l'île de Sainte-Hélène.
- 1504 : Binot Paulmier de Gonneville arrive sur la côte de l'île de São Francisco do Sul au Brésil, et il se présente comme le découvreur des grandes terres australes, aussi appelées Indes Méridionales.
- 1506 : Tristan da Cunha découvre l'archipel qui porte son nom dans l'Atlantique Sud
- 1511 : Expédition d'Afonso de Albuquerque aboutissant à la conquête de Malacca.
- 1513 : Découverte de la Floride par Juan Ponce de León.
- 1513 : Vasco Núñez de Balboa découvre l'océan Pacifique.
- 1516 : Découverte du Rio de la Plata par Juan Díaz de Solís
- 1519 : Fernand de Magellan entreprend le premier tour du monde.
- 1519 : Hernán Cortés part à la conquête de ce qui deviendra plus tard la Nouvelle-Espagne.
- 1520 : Découverte du détroit de Magellan ouvrant la route de l'Océan Pacifique par l'Ouest
- 1522 : Cristóvão de Mendonça, premier explorateur européen (portugais) à aborder les côtes de l'Australie.
- 1522 : fin du premier tour du monde (achevé par Juan Sebastián Elcano).
- 1524 : Découverte de la côte atlantique Nord et de la baie de New-York par Giovanni Verrazzano.
- 1525-1526 : expédition de García Jofre de Loaisa aux Moluques.
- 1527 : Expédition de Pánfilo de Narváez en Floride.
- 1531: Francisco Pizarro et Diego de Almagro partent à la conquête du Pérou.
- 1534 : premier voyage de Jacques Cartier aux Indes occidentales.
- 1534 : Accostage de Jacques Cartier au Canada dans la baie de Gaspé
- 1535 : second voyage de Jacques Cartier aux Indes Occidentales, visite Hochelaga et nomme le Mont Royal.
- 1536 : Pedro de Mendoza fonde Buenos Aires.
- 1541-1552 : Voyages du missionnaire François Xavier en Asie (Inde, Malacca, Chine, Japon).
- 1542 : découverte et descente de l'Amazone par Francisco de Orellana.
- 1570 : Le cosaque Ermak pénètre en Sibérie, préparant la conquête par les russes.
- 1576-1578 : voyages de Martin Frobisher au nord du Canada (recherche du passage du Nord-Ouest - découverte de la baie de Frobisher).
- 1577-1580 : Francis Drake réalise le deuxième tour du monde.
- 1581-1582 : Miguel Roxo de Brito découvre les côtes de la Nouvelle-Guinée occidentale.
- 1594-1597 : Voyages de Willem Barents dans l'océan Arctique (recherche du passage du nord-est) .

## XVIIesiècle

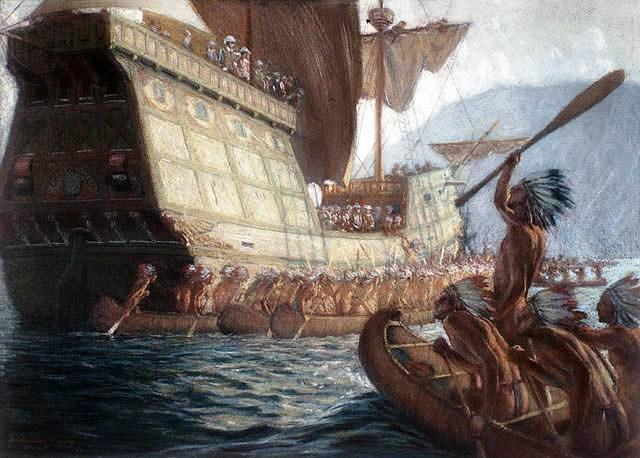
Arrivée de Champlain à Québec

- 1601-1611 : Voyage aventureux de François Pyrard aux Indes orientales, Maldives, Moluques, et au Brésil.
- 1608 : Parti de Honfleur, Samuel de Champlain fonde Québec.
- 1610 : Henry Hudson découvre la baie qui porte son nom.
- 1612 : Daniel de La Touche fonde le « Fort Saint Louis », au nord du Brésil, en lançant le projet de colonisation de la France équinoxiale.
- 1616 : Jacob Le Maire et Willem Schouten doublent le cap Horn.
- 1616 : William Baffin découvre la baie de Baffin.
- 1619 : Première circumnavigation de la Terre de Feu et découverte des Îles Diego Ramirez par les frères Garcia de Nodal.
- 1638-1668 : Le négociant Jean-Baptiste Tavernier fait 6 voyages en Orient, la plupart en Inde, certains pour le compte de Louis XIV.
- 1642-1643 : Abel Tasman découvre la Tasmanie, la Nouvelle-Zélande, les îles Tonga et Fidji.
- 1643 : Vassili Poïarkov atteint le fleuve Amour et la mer d'Okhotsk.
- 1648 : Simon Dejnev atteint le cap Dejnev, point le plus oriental du continent asiatique.
- 1659-1679 : Robert Knox est prisonnier dans l'île de Ceylan durant 20 ans. À son retour en Angleterre, il fait la description de l'île, de ses habitants, de ses produits.
- 1681-1682 : parti du Québec, René Robert Cavelier de La Salle descend  le Mississippi jusqu'à son embouchure.
- 1697-1699 : Vladimir Atlassov explore et colonise le Kamtchatka.

## XVIIIesiècle
.

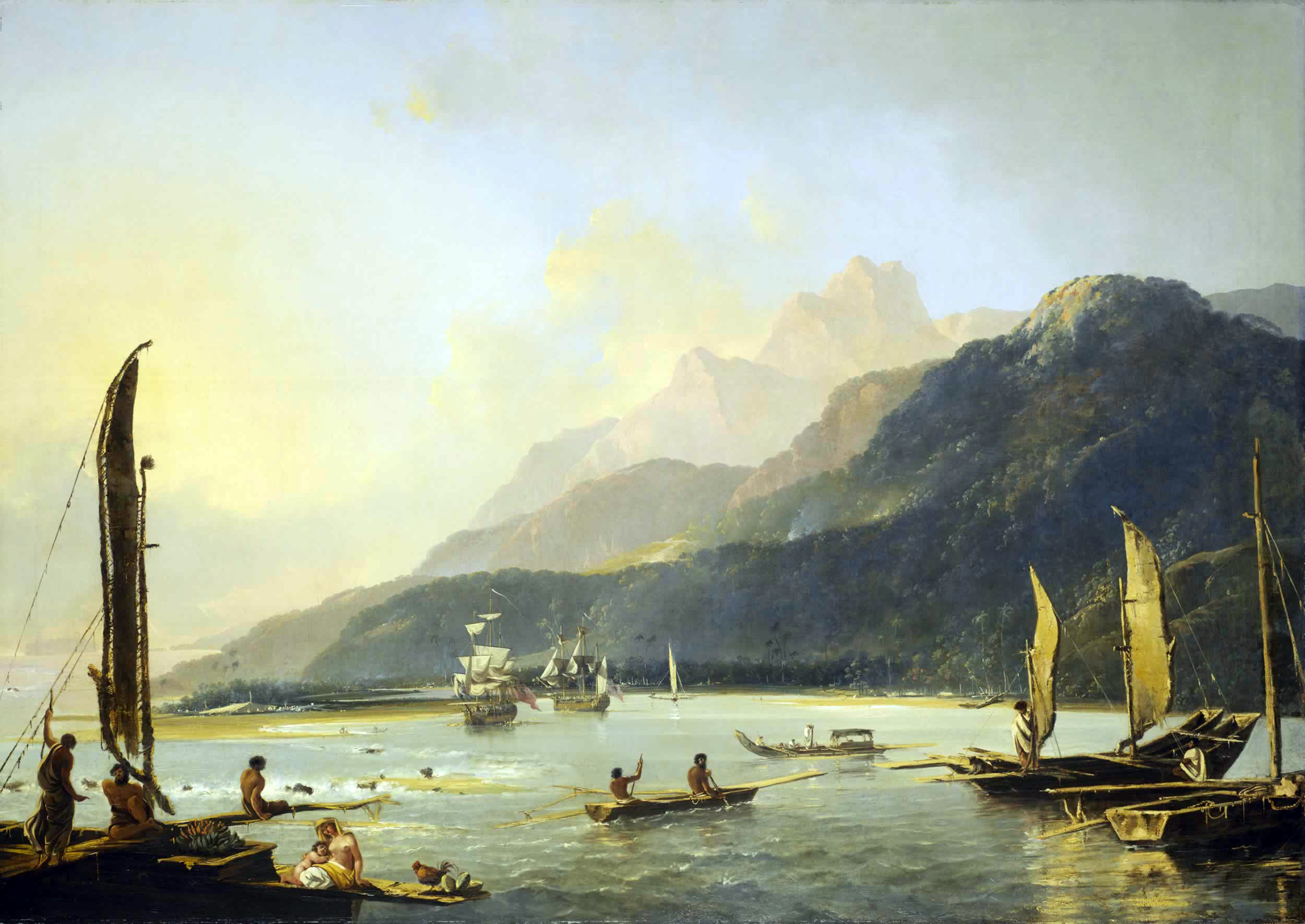
Navires de James Cook dans la baie de Matavai à Tahiti.

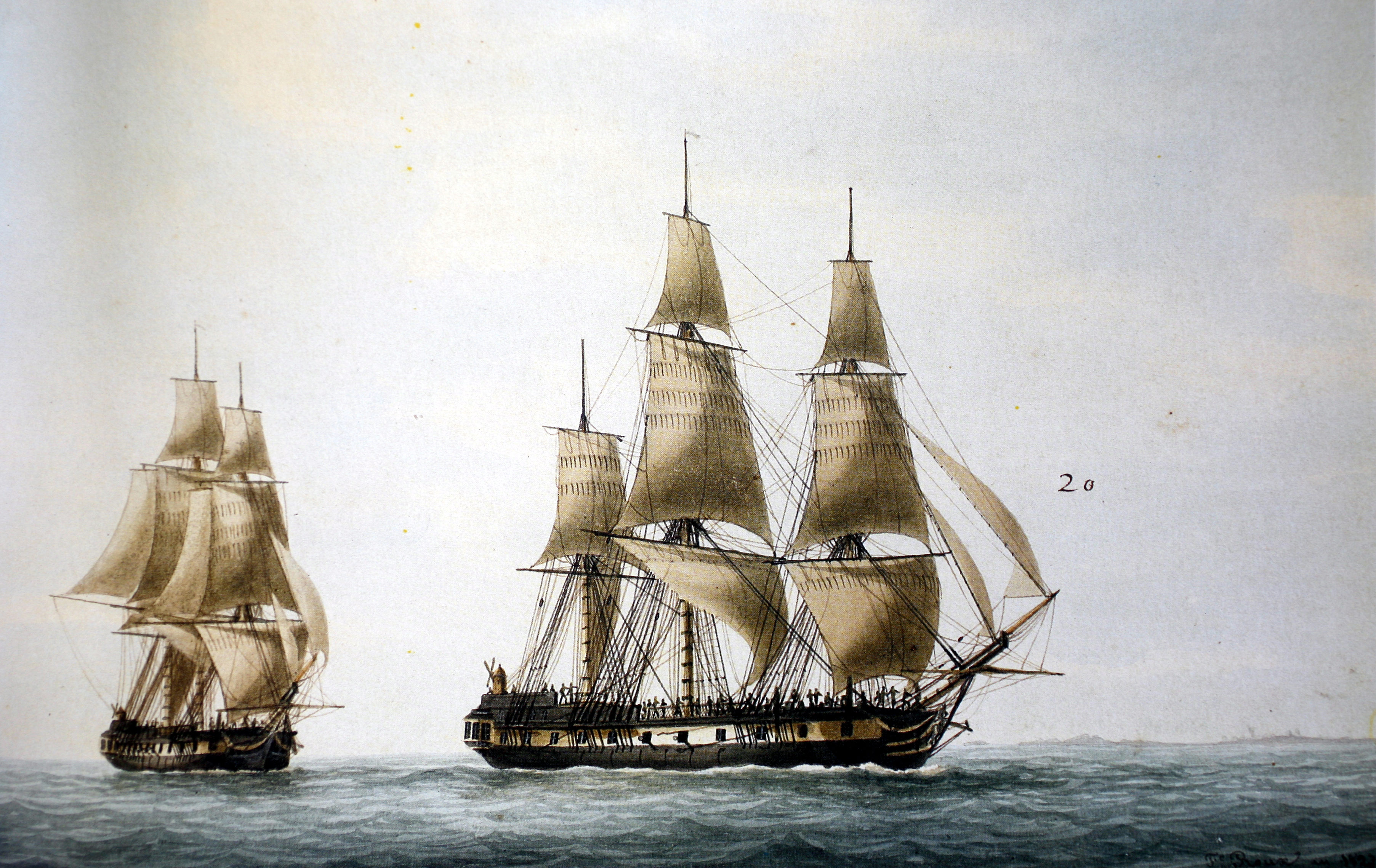
Les deux vaisseaux d'Entrecasteaux partis à la recherche de La Pérouse

Exploration du Pacifique, recherche du continent austral
- 1741 : Découverte par Vitus Béring du détroit qui porte son nom.
- 1766-1769 : tour du monde par Louis Antoine de Bougainville
- 1768-1779 : voyages de James Cook notamment dans l'océan Pacifique
  - 1768-1771 : premier voyage
  - 1772-1775 : second voyage
  - 1776-1779 : troisième voyage
- 1772 : Marc Joseph Marion du Fresne découvre l'archipel Crozet, dans l'océan Indien (du nom de son Second Julien Crozet, premier homme à y être débarqué).
- 1772 : Yves Joseph de Kerguelen de Trémarec découvre les îles qui portent son nom.
- 1785-1788 : voyage de Jean-François de La Pérouse dans l'océan Pacifique (découverte du Détroit de La Pérouse). Naufrage à Vanikoro (Nouvelles Hébrides)
- 1786 : première ascension du mont Blanc (Jacques Balmat et Michel Paccard)
- 1791-1794 : Expédition d'Entrecasteaux dans l'océan Pacifique à la recherche de Jean-François de La Pérouse
- 1791-1794 : George Vancouver explore les côtes de l'océan Pacifique dans l'Amérique du Nord
- 1795 : expédition de Mungo Park sur les fleuves Sénégal et Niger

## XIXesiècle
Découverte de l'Afrique intérieure

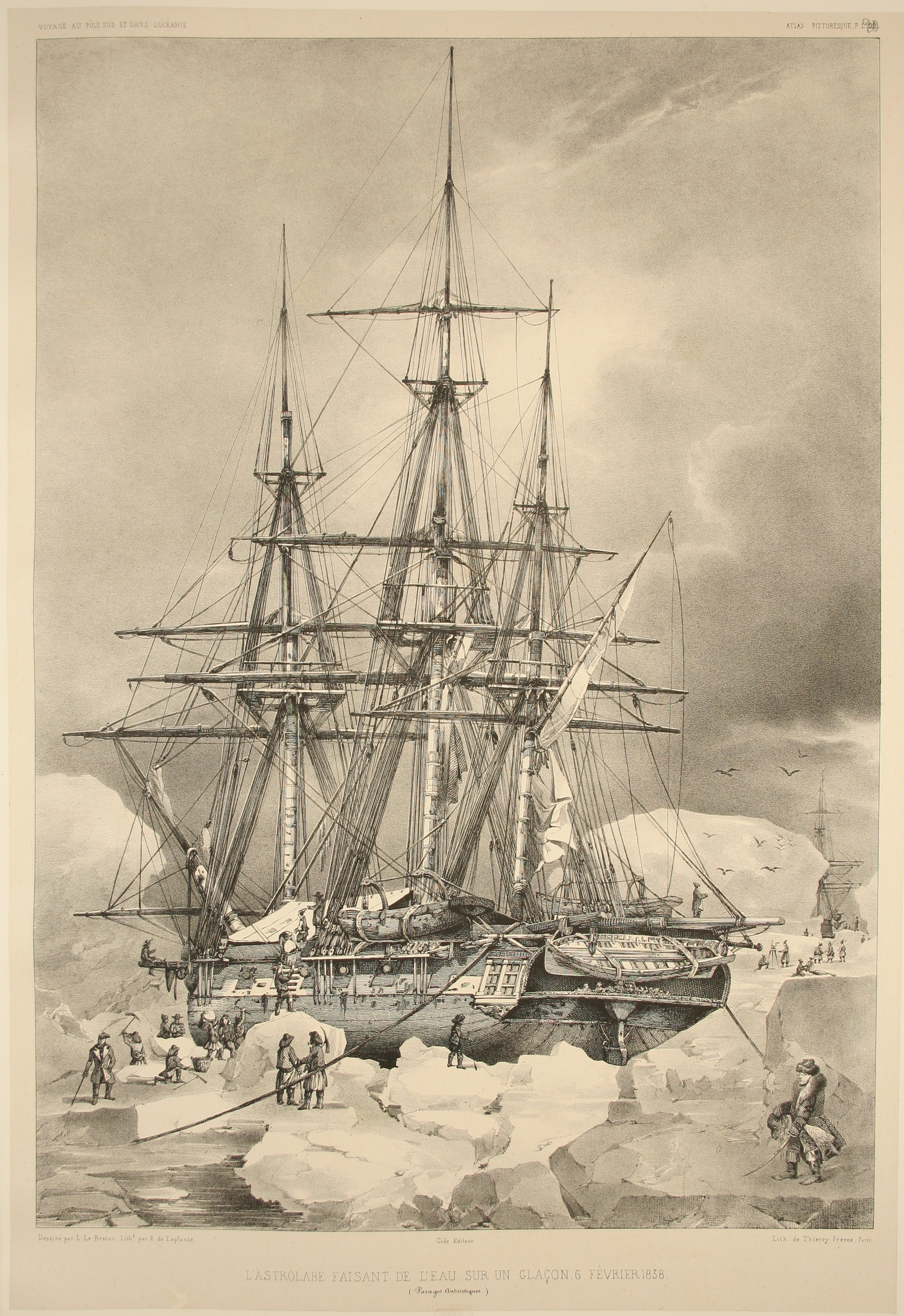
Dumont d'Urville en Antarctique

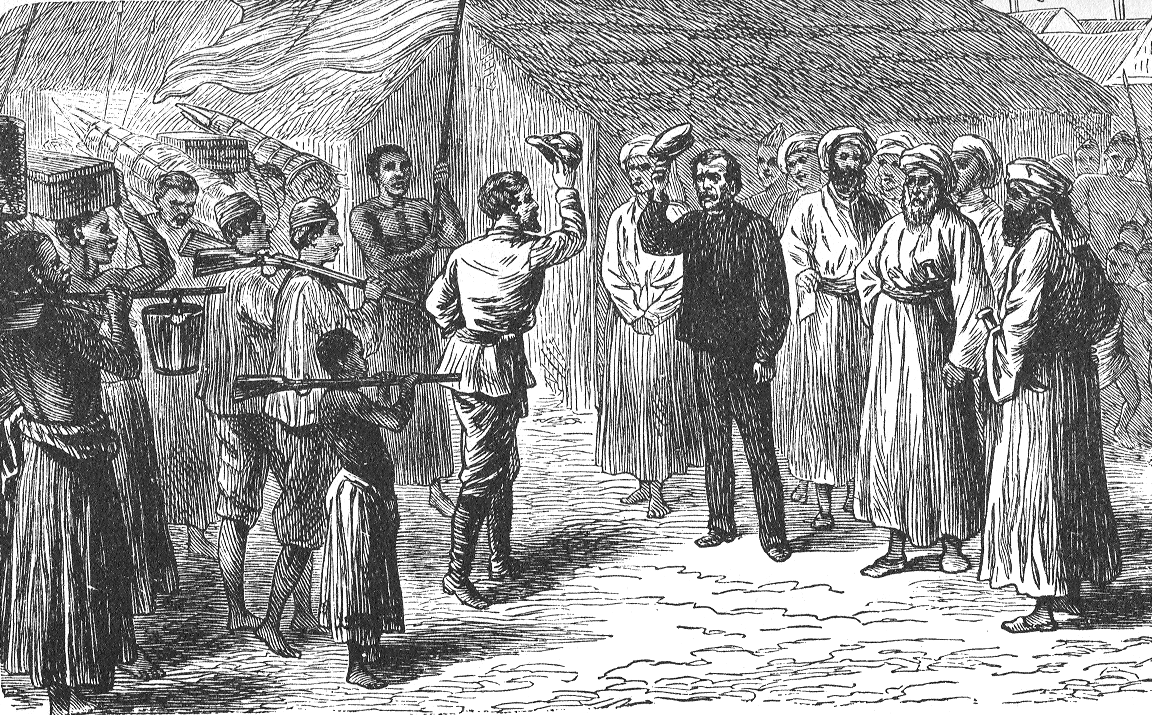
Rencontre de Stanley et Livingstone

- 1799-1804 : Expéditions de Alexandre de Humboldt en Amérique du Sud.
- 1804-1806 : Expédition de Meriwether Lewis et William Clark dans l'Ouest américain.
- 1809-1817 : voyage de Jean Louis Burckhardt au Moyen-Orient
- 1812 : Thomas Manning est un des premiers européens à visiter Lhassa
- 1820 : L'expédition russe de Mikhaïl Lazarev et Fabian Gottlieb von Bellingshausen découvre le continent antarctique.
- 1822-1825 : Partis de Tripoli, Dixon Denham et Hugh Clapperton atteignent le Lac Tchad et le Bornou.
- 1823 : James Weddell découvre la Mer de Weddell et atteint la latitude record de 74°15’ S.
- 1828 : Seul et dissimulé sous le costume d'un lettré musulman, le Français René Caillié atteint Tombouctou et en revient.
- 1828-1830 : Expédition franco-toscane de Champollion et Rosellini.
- 1831-1836 : Voyage de Charles Darwin en Amérique  du Sud.
- 1840 : Jules Dumont d'Urville explore le littoral de la Terre Adélie en Antarctique.
- 1841 : James Clark Ross découvre la Mer de Ross.
- 1845-1848 : L’expédition Franklin tente en vain la première traversée du passage du Nord-Ouest et disparaît dans l'Arctique canadien.
- 1846 : Le missionnaire catholique Évariste Huc (le « Père Huc ») parcourt le Tibet et visite Lhassa.
- 1849-1855 : Expédition de Heinrich Barth en Afrique, de la Méditerranée au lac Tchad, dans la vallée du Niger, et à Tombouctou.
- 1852-1856 : Exploration de l'Afrique australe par David Livingstone, premier européen à voir les chutes du Zambèze, en 1855.
- 1853 : Richard Francis Burton est un des premiers européens à visiter La Mecque et Médine, déguisé en pèlerin musulman.
- 1856 : Cherchant la source du Nil, Antoine Brun-Rollet remonte la vallée du Bahr el-Ghazal, un sous-affluent.
- 1858 : Richard Burton et John Speke découvrent le Lac Tanganyika.
- 1858-1864 : Seconde expédition de Livingstone en Afrique australe.
- 1859-1861 : Périple au Sahara central de Henri Duveyrier qui atteint El-Goléa, Ghadamès et Ghat.
- 1860-1863 : Expédition de John Speke, qui découvre le lac Victoria.
- 1865-1866 : Exploration de la Patagonie du nord par Georges Claraz.
- 1866-1868 : Expédition de Francis Garnier sur le Mékong.
- 1871 : Stanley retrouve Livingstone dont on était sans  nouvelles depuis des années (« Dr Livingstone, I presume ? »)
- 1874-1877 : Parti de Zanzibar, Stanley traverse l'Afrique équatoriale d'Est en Ouest en découvrant et descendant le cours du Congo inconnu jusqu'alors.
- 1875 : Verney Lovett Cameron est le premier européen à avoir traversé l'Afrique d'Est en Ouest.
- 1878-1879 : L’expédition Vega sous le commandement d'Adolf Erik Nordenskiöld réussit la première traversée du Passage du Nord-Est.
- 1879 : L'Expédition Jeannette sous le commandement de George Washington De Long découvre les îles De Long au nord de la Sibérie orientale.
- 1879-1882 : Expédition de Pierre Savorgnan de Brazza au Congo.
- 1883-1884 : Charles de Foucauld et le rabbin Mardochée Aby Serour explorent le Maroc.
- 1883-1885 : expédition de Victor Giraud vers les lacs de l'Afrique équatoriale.
- 1893 : début de la première expédition de Sven Hedin en Asie centrale.
- 1897 (14 janvier) : Le suisse Matthias Zurbriggen atteint le sommet de l'Aconcagua, plus haut sommet des Andes.

## XXesiècle

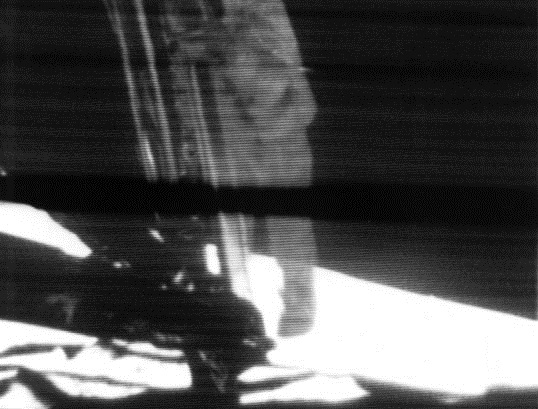
Neil Armstrong débarque sur la Lune

Découverte des pôles et avènement des explorations à but scientifique et sportif
- 1903-1906 : L’expédition Gjøa sous le commandement de Roald Amundsen réussit la première traversée du passage du Nord-Ouest.
- 1909 : Robert Peary revendique avoir atteint le pôle Nord.
- 1911 : Roald Amundsen atteint le pôle Sud avant son compétiteur Robert Falcon Scott.
- 1911-1925 : Périple indo-tibétain d'Alexandra David-Néel, première femme européenne à Lhassa.
- 1924-1925 : Expédition de la Croisière noire en Afrique.
- Les premiers à atteindre le pôle Nord avec certitude sont l’italien Umberto Nobile et le norvégien Roald Amundsen, qui le survolent à bord du dirigeable italien Norge, le 12 mai 1926.
- 1931-1932 : Expédition de la Croisière jaune en Asie.
- 1936 : Théodore Monod et le lieutenant Brandstetter explorent le Tanezrouft au Sahara,
- 1936-1937 : Louis Liotard et André Guibaut remontent la Salouen jusqu'au Tibet
- 1950 : Louis Lachenal et Maurice Herzog atteignent le sommet de l'Annapurna, premier 8.000 m à être gravi.
- 1953 : Edmund Hillary et Tenzing Norgay atteignent le sommet du mont Everest.
- 1953-1964 : Théodore Monod explore la Majabat al Koubra (Sahara) au cours de six expéditions chamelières.
- 1960 : Jacques Piccard, fils d'Auguste Piccard plonge en bathyscaphe au fond de la fosse des Mariannes.
- 1961 : Youri Gagarine est le premier homme dans l'espace.
- 1965 : Première sortie dans l'espace du cosmonaute soviétique Alekseï Leonov.
- 1968 : Vol de la mission Apollo 8 : premiers hommes à sortir de la zone d'attraction terrestre et à voir la face cachée de la Lune.
- 1969 : Premiers hommes sur la Lune (Neil Armstrong et Buzz Aldrin).
- 1971 : Premier objet artificiel sur Mars (atterrisseur de la sonde Mars 3)
- 1972 : En décembre, la mission Apollo 17 est la dernière à emporter des hommes sur la Lune.
- 1997 : Premier véhicule sur Mars (Sojourner)

## XXIesiècle
- 2012 : James Cameron plonge seul à bord du Deepsea Challenger au fond de la fosse des Mariannes